# Villa Heimkehr
Die Villa Heimkehr liegt in der August-Bebel-Straße 9 in der Gemarkung Radebeul der sächsischen Stadt Radebeul. Sie wurde 1926 durch den Architekten Max Czopka für den Grundstücksbesitzer Karl Heilberg errichtet. Im Jahr 1943 schloss sich der Ausbau einer Dachgaube an.

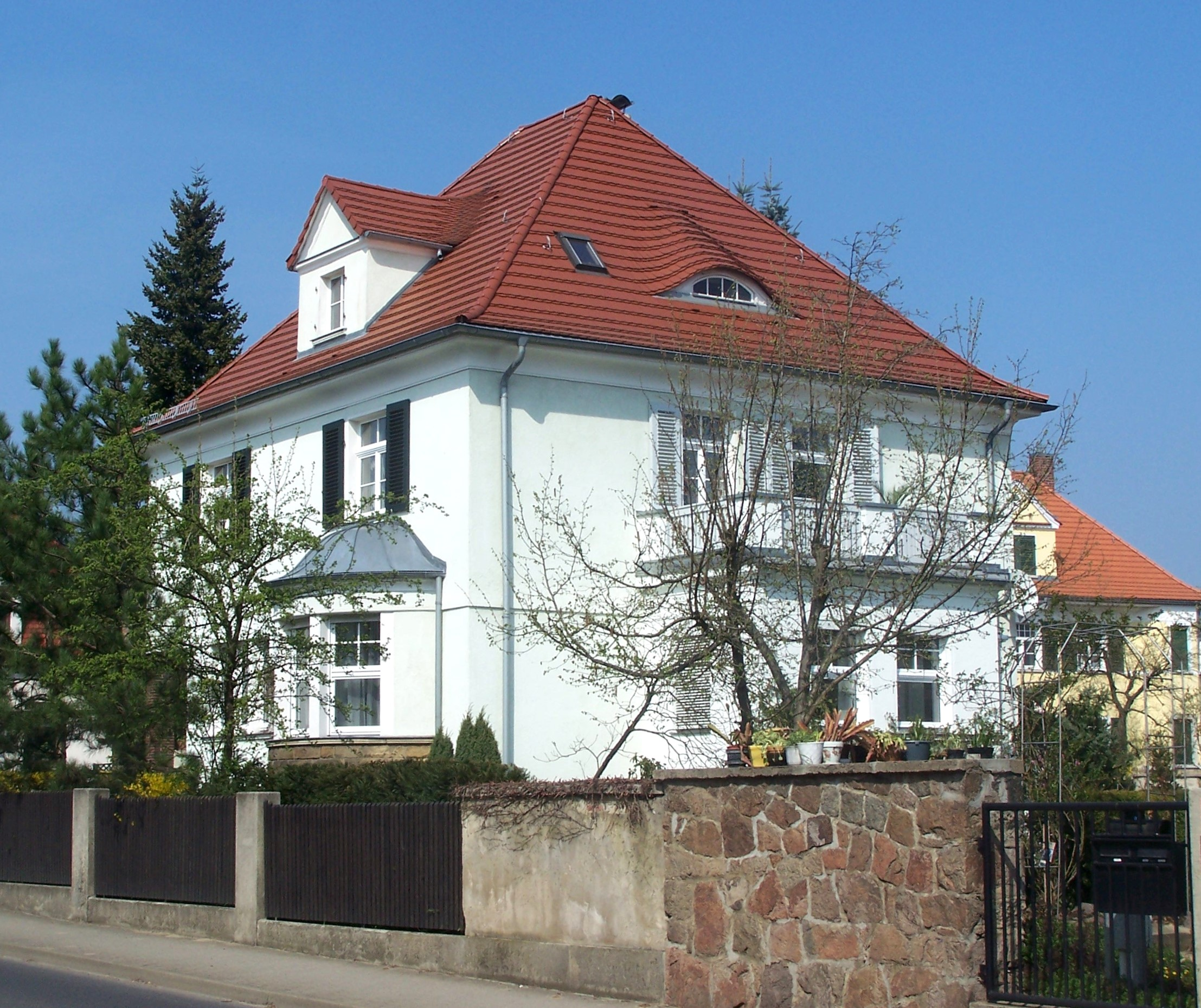
Villa Heimkehr

## Beschreibung
Das mit der Einfriedung denkmalgeschützte, freistehende Einfamilienhaus liegt in einem Eckgrundstück zur Schillerstraße. Das Gebäude wird als Mischung zwischen Heimatschutzstil und Neobarock stilisiert.
Das nicht ganz quadratische Haus hat ein ziegelgedecktes, hohes Walmdach mit kurzem First und Dachgauben. Zum auf der Südseite gelegenen Garten steht eine Veranda, im Westen zur August-Bebel-Straße ein eingeschossiger Standerker, und auf der Nordseite zur Schillerstraße steht ein zweigeschossiger Treppenhausvorbau, im Obergeschoss polygonal.
Die Fenster des Putzbaus werden durch Sandsteingewände eingefasst, an denen Klappläden befestigt sind.
Der von Anfang an vergebene Häusername Villa Heimkehr bezieht sich auf die Heimkehr des Bauherrn Karl Heilberg aus dem Ersten Weltkrieg. „Leider wirkt die Stuckschrift hier etwas zu gekünstelt und ist dementsprechend schwer zu entziffern. Vielleicht wäre auch etwas mehr farblicher Kontrast hilfreich gewesen.“